# Сенни, Мануэль
Мануэль Сенни (итал. Manuel Senni, род. 11 марта 1992 в Чезене, Эмилия-Романья, Италия) — итальянский профессиональный шоссейный велогонщик, выступающий за проконтинентальную команду «Bardiani-CSF».

## Достижения
2014
3-й Джиро делла Валле д'Аоста
1-й Этап 1
1-й Этап 2
2017
1-й  Классика Колорадо
3-й Вуэльта Валенсии
1-й  Молодежная классификация
1-й Этап 1 (КГ)
3-й Джиро дель Аппеннино
2018
1-й  Горная классификация Тур Пуату — Шаранты

## Статистика выступлений

### Гранд-туры
| Гонка           | 2016 | 2017 | 2018 |
| --------------- | ---- | ---- | ---- |
| Джиро д'Италия  | 76   | 79   | НФ   |
| Тур де Франс    | —    | —    | —    |
| Вуэльта Испании | —    | —    |      |

| —  | Не участвовал  |
| НФ | Не финишировал |